# Henning A. Isberg
Henning Peter Angelo Isberg, född 5 juli 1907 i Landskrona, död 1998, var en svensk präst och hembygdsförfattare.
Isberg, som var son till skeppare Peter Isberg och Karolina Persson, avlade studentexamen 1927, blev teologie kandidat vid Lunds universitet 1932 och teologie licentiat 1955. Han blev komminister i Rone församling 1933 och var kyrkoherde i Sövestads församling från 1939. Han var ordförande i kyrkoråd och kyrkostämma 1939, församlingsdelegationen 1963 och ledamot av Herrestads landskommuns barnavårdsnämnd 1953. Han var ordförande i Sövestads föreläsningsförening, sekreterare i Ljunits och Herrestads hembygdsförening, ombud för Svenska kyrkans mission, timlärare  vid Ystads högre allmänna läroverk och pressombud. Utöver nedanstående skrifter författade han en rad mindre kyrkobeskrivningar. Han tilldelades Ystads kommuns kulturpris 1978.